# Grand Army Plaza
La Grand Army Plaza, conocida originalmente como Prospect Park Plaza, es una plaza pública que comprende la esquina norte y la entrada principal del Prospect Park, situado en el borough de Brooklyn (Nueva York). Está compuesta por dos anillos ovalados concéntricos dispuestos como calles. La Plaza Street forma el anillo exterior, mientras que el anillo interior es una calzada con forma de ovoide que lleva la calle principal, Flatbush Avenue. Además, en la plaza confluyen otras ocho calles radiales: Vanderbilt Avenue, Butler Place, dos secciones separadas de Saint John's Place, Eastern Parkway, Prospect Park West, Union Street, Berkeley Place y Lincoln Place. Las únicas calles que penetran hasta el anillo interior son Flatbush Avenue, Vanderbilt Avenue, Prospect Park West, Eastern Parkway y Union Street.
La plaza contiene el Arco de los Soldados y Marineros, la Fuente Bailey, el monumento a John F. Kennedy, las estatuas de los generales de la Guerra de Secesión Gouverneur K. Warren y Henry Warner Slocum, el busto de Alexander Skene y el Monumento Conmemorativo a Henry W. Maxwell, y dos gazebos de doce lados con «columnas toscanas de granito, bóvedas Guastavino y remates de bronce».

## Historia

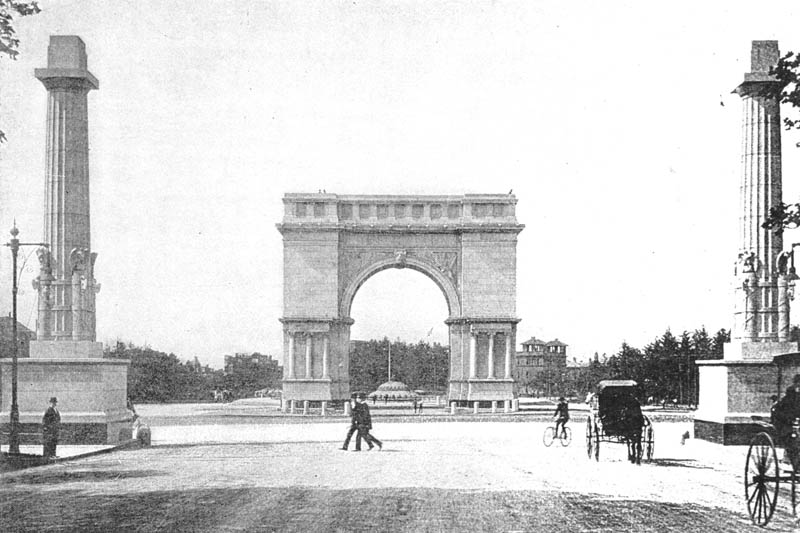
El arco en 1894 sin esculturas; la cúpula baja que puede verse a nivel del suelo detrás del arco es la fuente de 1873.

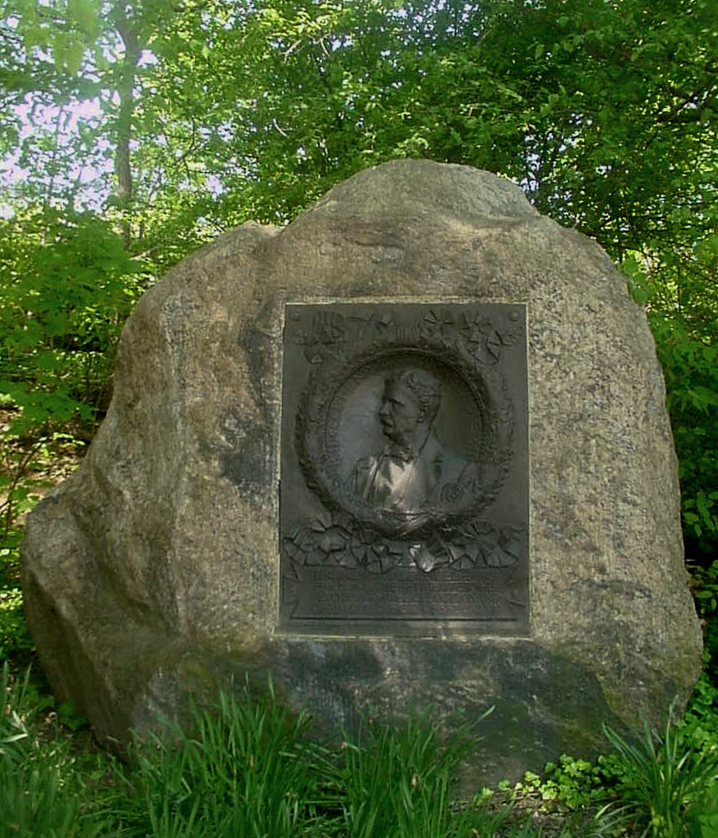
El Monumento Conmemorativo a Henry W. Maxwell de 1903.

Originalmente, los terrenos que ocupa la actual Grand Army Plaza fueron escenario de la batalla de Long Island, la primera batalla importante de la Guerra de Independencia que se produjo tras la promulgación de la Declaración de Independencia de los Estados Unidos.
El proyecto de 1861 para Prospect Park incluía una plaza elíptica en la intersección de Flatbush Avenue y la Novena Avenida. En 1867, la plaza fue diseñada por Frederick Law Olmsted y Calvert Vaux como una gran entrada al parque, con la intención de separar la ruidosa ciudad de la naturaleza tranquila del parque. El diseño de Olmsted y Vaux solo incluía la llamada Fountain of the Golden Spray (literalmente, «Fuente del Chorro Dorado») y los terraplenes que rodean la plaza, cubiertos con abundante vegetación. Estas bermas todavía protegen los edificios de apartamentos de la zona y la sucursal principal de la Biblioteca Pública de Brooklyn de la ruidosa rotonda en la que se ha convertido la plaza. En 1869 la estatua de Abraham Lincoln, realizada por Henry Kirke Brown, estaba al norte de la fuente, y en 1895 fue trasladada a la terraza inferior del Concert Grove del parque.
La fuente original de 1867 fue sustituida posteriormente por una fuente iluminada de 1873, una fuente para exhibiciones de 1897-1915 y finalmente por la Fuente Bailey de 1932, renovada en 2006. En 1895, se añadieron tres grupos escultóricos de bronce al Arco de los Soldados y Marineros de 1892. Cuando en la década de 1920 estaba en construcción la Línea Brighton del Metro de Nueva York (actuales trenes B y Q), se esperaba que se construyera una estación casi directamente bajo la Biblioteca Pública de Brooklyn, pero su coste —estimado entre 1 y 3 millones de dólares— resultó demasiado alto.
En 1926, la plaza, conocida hasta entonces como Prospect Park Plaza, fue renombrada Grand Army Plaza para conmemorar el sexagésimo aniversario de la fundación del Grand Army of the Republic, una organización fraternal compuesta por veteranos del Ejército de la Unión y otros oficiales militares que sirvieron en la Guerra de Secesión. En 1975, la Grand Army Plaza fue declarada Hito Histórico Nacional.
En 2008, se celebró un concurso de diseños para reorganizar la Grand Army Plaza, aumentar su integración con el Prospect Park y hacerla más accesible a los peatones. Al mismo tiempo, el Departamento de Transporte de la Ciudad de Nueva York (NYCDOT) mejoró la accesibilidad de la plaza, instalando aceras y jardineras en muchas de las zonas vacías. Estas mejoras hicieron que fuera más fácil y seguro para los peatones y ciclistas cruzar desde el parque hacia la biblioteca y hacia la plaza. No obstante, los cambios llevados a cabo por el NYCDOT fueron modestos en comparación con los propuestos por los diseños del concurso, la mayoría de los cuales contemplaban el desvío de buena parte del intenso flujo de tráfico de la rotonda.

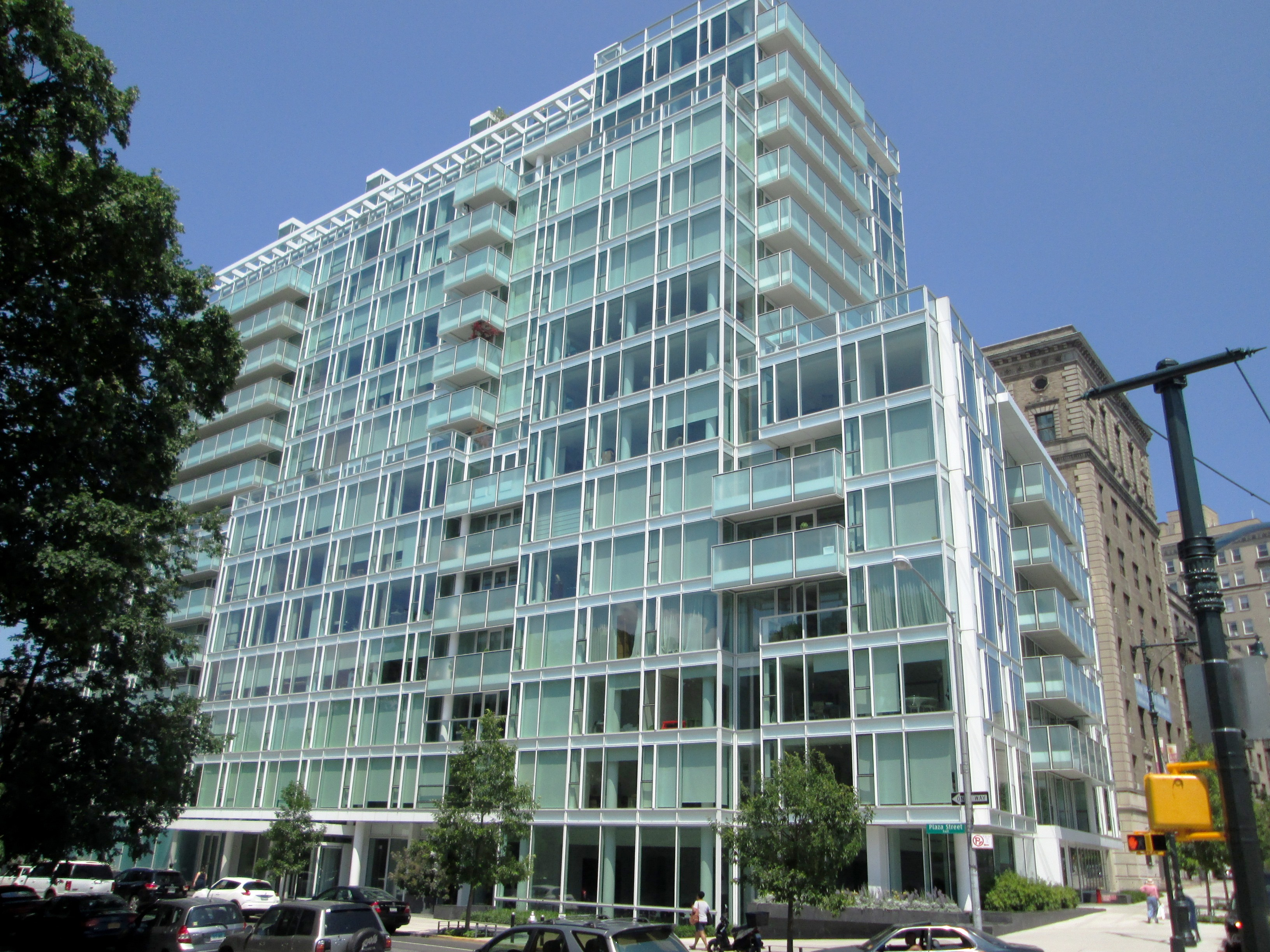
El edificio de apartamentos 1 Grand Army Plaza, diseñado por Richard Meier y completado en 2009; la AIA Guide lo describe como «una enorme ballena varada».

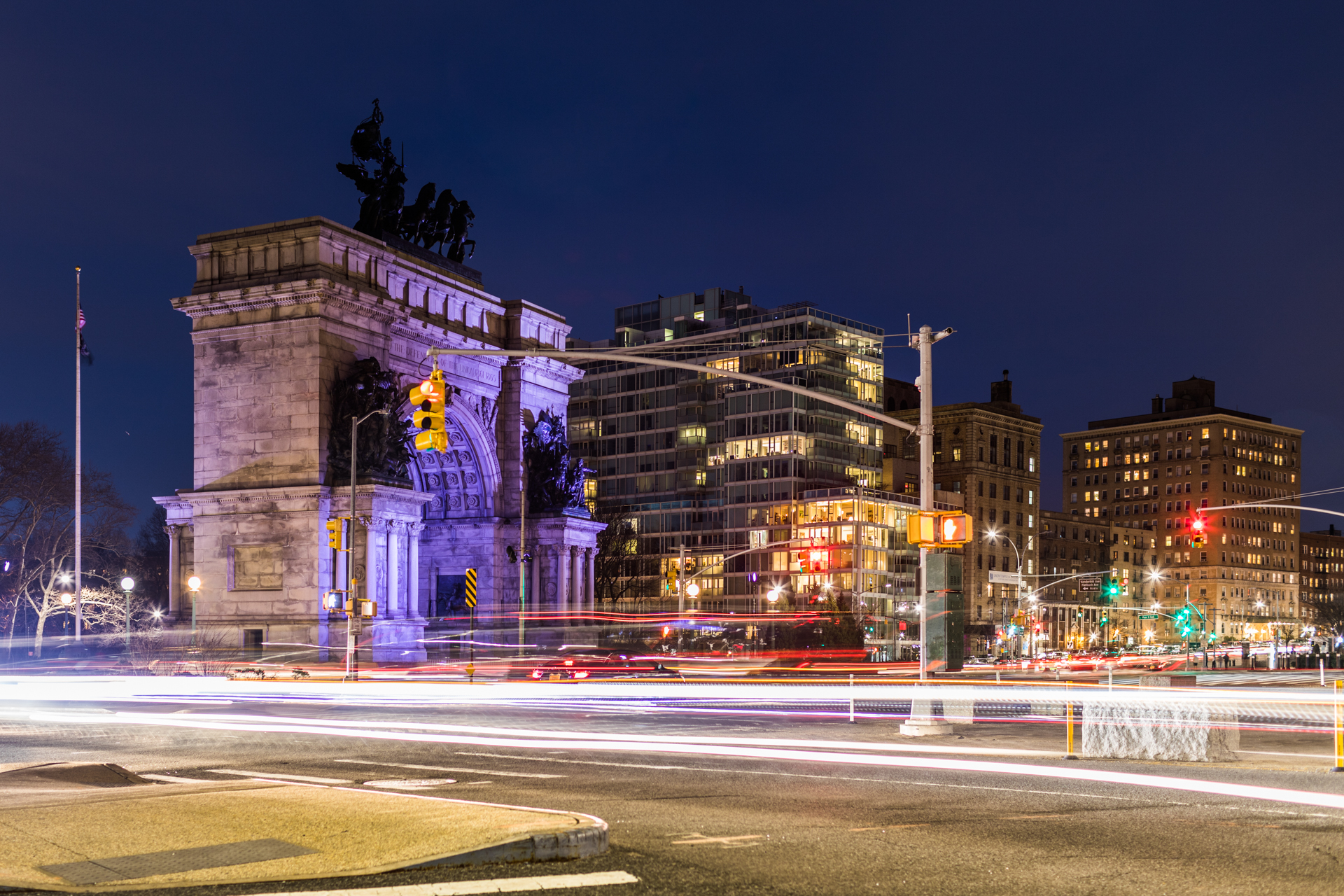
La Grand Army Plaza una noche de verano.

## Uso actual
La plaza que rodea el arco es la rotonda más grande y ajetreada de Brooklyn, en la que convergen Flatbush Avenue, Vanderbilt Avenue, Eastern Parkway, Prospect Park West y Union Street. En 1927, se instaló en ella el «medidor de muertes» (Death-O-Meter) de Brooklyn, una señal que advertía a los conductores a «reducir la velocidad» y que mostraba un recuento de muertes en accidentes de tráfico en el borough continuamente actualizado.
La plaza está servida por dos estaciones del Metro de Nueva York y numerosas rutas de autobús. La estación de Grand Army Plaza (trenes 2 y 3), construida en 1920 en la Línea Eastern Parkway, se encuentra en el extremo norte de la plaza, mientras que la estación de la Séptima Avenida (trenes B y Q) de la Línea Brighton está varias manzanas al noroeste. Los autobuses B67 y B69 paran en la intersección de Union Street con la Séptima Avenida, dos manzanas al noroeste, mientras que el autobús B41 para en Flatbush Avenue.
En 1999 se lanzó una campaña de financiación privada para restaurar el arco. En 2018 cayeron piedras de la azotea y se colocaron barreras protectoras a su alrededor para proteger a los peatones. Una restauración completa del arco y de la estatua se realizó en 2021, patrocinada por el Ayuntamiento de Nueva York y Prospect Park Alliance.